# Il coraggio delle idee
Il coraggio delle idee è un singolo del cantautore italiano Renato Zero, pubblicato nel 1999 come secondo estratto dall'album dal vivo Amore dopo amore, tour dopo tour.

## Il disco
Il coraggio delle idee è stato scritto da Claudio Guidetti, Maurizio Fabrizio e Renato Zero.
Matti è stato scritto dallo stesso Zero, con la collaborazione del maestro Renato Serio. È la sigla del programma televisivo di Canale 5 Ciao Darwin, condotto da Paolo Bonolis e Luca Laurenti: entrambi hanno cantato il brano all'inizio di ogni puntata del programma per tutte le edizioni. Fa eccezione solo la puntata del 23 dicembre 2000 quando, a sostituirsi alle voci dei presentatori, ci fu un coro di bambini che interpretò il brano.

## Tracce
1. Il coraggio delle idee – 5:12
2. Matti – 3:28

## Classifica italiana
| Settimana | 01 | 02 | 03 | 04 |
| --------- | -- | -- | -- | -- |
| Posizione | 14 | 10 | 11 | 19 |